# 假面騎士Fourze THE MOVIE 大家的宇宙來了！
《假面騎士Fourze THE MOVIE 大家的宇宙來了!》（日语：仮面ライダーフォーゼ THE MOVIE みんなでウチュウキターッ!），是日本特攝節目《假面騎士Fourze》的獨立劇場版。日本定於2012年8月4日上映。
本作劇場版的口號為「終於、宇宙大決戰！」、「友情力量突破大氣層  青春、宇宙在充滿火花！」。
此外《超級戰隊系列》作品《特命戰隊Go Busters》劇場版《特命戰隊Go Busters THE MOVIE 保護東京Enetower!》亦同步上映。

## 本作特色
- 本作加入東映特攝系列的名作，於1977年在TBS播放的《天地双龙》以全新造型與Fourze對決。[3][4]
- 同樣於1977年播放的特攝名作《大鐵人17號》) 的巨大機械人One-Seven，以人造衛星兵器「XVII」的名義登場。
- 本作繼前作《劇場版 假面騎士OOO WONDERFUL 將軍與21枚核心硬幣》後，為第二部沒有反派騎士登場《假面騎士系列》獨立劇場版作品。
- 下部系列作《假面騎士Wizard》的同名主角騎士將在本作中先行登場。
- 本作繼《假面騎士W Forever A至Z/命運的Gaia Memory》後，第二部開頭不以「劇場版」作為標題開頭的《假面騎士系列》獨立劇場版作品。

### 各作品關聯性
- 本作的時間點位於《假面騎士Fourze》本篇第38-39之間，亦與前作劇場版《假面騎士×假面騎士 Fourze & OOO MOVIE大戰MEGA MAX》有所關聯性[5]。

## 用語
OSTO·Legacy
歌星綠郎、江本州輝及我望光明三人從前所屬的OSTO的後繼組織團體。
Alicia聯邦
開發宇宙鐵人的國家。

## 故事概要
Alicia聯邦研發的宇宙鐵人Groundain和Skydain得到了人類的意識，兩人實行反人類計畫，著急完成人造衛星兵器「XVII」，並以「哥哥」、「妹妹」相稱。
以如月弦太朗為首，從天之川學園高中成立的假面騎士部對反人類計劃進行阻止並向宇宙進發。但Alicia聯邦特務Inga·Blink聯同拍擋Black Knight對假面騎士部進行妨礙......

## 登場人物

### 本篇原主要人物
如月弦太朗（きさらぎ・げんたろう）（福士蒼汰飾）
假面騎士Fourze變身者，天之川學園高中的3年級生。
假面騎士部始創人。
朔田流星（さくた・りゅせい）（吉澤亮飾）
假面騎士Meteor變身者，天之川學園高中的3年級特別轉校生。
歌星賢吾（うたほし・けんご）（高橋龍輝飾）
假面騎士部副部長，天之川學園高中的3年級生。
如月弦太朗的拍擋。
城島悠木（じょうじま・ユウキ）（清水富美加飾）
假面騎士部部長，天之川學園高中的3年級生。
如月弦太朗的青梅竹馬。
風城美羽（かざしろ・みう）（坂田梨香子飾）
假面騎士部會長，現為大學生。
JK（ジェイク）（土屋シオン飾）
假面騎士部部員之一，天之川學園高中的2年級生。
學園情報通，本名神宮海藏。
大文字隼（だいもんじ・しゅん）（冨森Justin飾）
假面騎士部部員之一，現為大學生。
Powerdizer首席駕駛員。
野座間友子（のざま・ともこ）（志保飾）
假面騎士部部員之一。天之川學園高中的2年級生。
哥德風裝扮的無口少女。
大杉忠太（おおすぎ・ちゅうた）（田中卓志飾）
天之川學園高中的教師。科目是地理。
兼任假面騎士部顧問教師。
我望光明（がもう・みつあき）（鶴見辰吾 飾）
天之川學園的理事長。Horoscope幕後主導者。
與財團X交接Horoscope天文裝置贗品期間與Inga‧Blink及Black Knight對峙。
速水公平（はやみ・こうへい）（天野浩成 飾）
天之川學園的校長。幹部級怪人天秤座Zodiarts。
替我望光明行動期間護航，與Black Knight對戰。
立神吼（たつがみ・こう）（橫山一敏 飾）
我望光明最值得信賴的秘書兼保鑣。幹部級怪人獅子座Zodiarts。
替我望光明行動期間護航，與Black Knight對戰。

### 本作登場人物
瑛雅（インガ・ブリンク）（原幹惠 飾）
與機械體Black Knight共同調查及行動的女特務。
我望光明與財團X會面時搶奪Horoscope天文裝置贗品，從而利用製造出十二使徒妨礙假面騎士部。
與朔田流星同屬「星心大輪拳」的門下，及擁有百發百中的槍法。
此角色源自特攝作品《天地雙龍》中敵方的幹部Goblin Queen（ガブリンクイーン）。
Blink博士（ブリンク・はかせ）（西田健 飾）
利用宇宙能量開發出兩台機械生命體Groundain和Skydain，但反遭到產生自我意識的它倆殺害。
冴葉晴海（さえば・はるみ）（岡田浩暉 飾）
OSTO·Legacy本部部長，喜愛穿著滾輪溜冰鞋代步。
因了解假面騎士部內部及有關事情而與之合作，委託他們去阻止宇宙鐵人的陰謀。
對弦太朗「和機械成為朋友」的宣言作出堅決的否定。
真實身份為Alicia聯邦製造的機械生命體Groundain。
白山靜（しろやま・しずか）（木下亞由美飾）
冴葉晴海的秘書，親身前往月面基地「Rabbit Hutch」與眾人會面。
工作表現非常優秀，但其餘的事情卻顯得非常冒失。
與假面騎士部共同前往衛星兵器「XVII」。
真實身份為Alicia聯邦製造的女性機械生命體Skydain。
小松種夫（こまつ・たねお）（山根良顕 飾）
天之川學園高中的教師。科目是電腦。
與大杉忠太為好友。對假面騎士部有關的事件都一概不曉。
財團X
最早於《假面騎士W》作品中出現的黑暗組織-死亡商人。本部與我望光明會面進行交易時被瑛雅與機械體Black Knight搶奪Horoscope天文裝置贗品。
啟動天文裝置的角色
| No. | 名稱        | 負責人     |
| --- | ----------- | ---------- |
| 1   | Rocket      | 歌星賢吾   |
| 2   | Launcher    | 三浦俊也   |
| 3   | Drill       | 我望光明   |
| 4   | Radar       | 牧瀨弘樹   |
| 5   | Magic-hand  | 鵜坂律子   |
| 6   | Camera      | 山本麻里   |
| 7   | Parachute   | 野野村公夫 |
| 8   | Chainsaw    | 新田文博   |
| 9   | Hopping     | 諸田先生   |
| 10  | Elek        | JK         |
| 11  | Scissors    | 宇津木遙   |
| 12  | Beat        | 阿部純太   |
| 13  | Chainarrays | 佐竹輝彥   |
| 14  | Smoke       | 小松種夫   |
| 15  | Spike       | 野本仁     |
| 16  | Winch       | 鳥居崎美紗 |
| 17  | Flash       | Inga‧Blink |
| 18  | Shield      | 五藤東次郎 |
| 19  | Gatling     | 繁野純     |
| 20  | Fire        | 野座間友子 |
| 21  | Stealth     | 佐久間珠惠 |
| 22  | Hammer      | 佐竹剛     |
| 23  | Water       | 黑木蘭     |
| 24  | Medical     | 高村優希奈 |
| 25  | Pen         | 德田彌生   |
| 26  | Wheel       | 艾妮露須田 |
| 27  | Screw       | 廣田玲子   |
| 28  | Hand        | 倉持百合   |
| 29  | Scoop       | 江口規夫   |
| 30  | N Magnet    | 風城美羽   |
| 31  | S Magnet    | 大文字隼   |
| 32  | Freeze      | 大杉忠太   |
| 33  | Claw        | 岡村雅美   |
| 34  | Board       | 乙川美奈   |
| 35  | Giant-foot  | 番長介     |
| 36  | Aero        | 母部田太朗 |
| 37  | Gyro        | 甲田鈴美   |
| 38  | Net         | 草尾春     |
| 39  | Stamper     | 元山惣帥   |
| 40  | Cosmic      | 城島悠木   |

### 《假面騎士Wizard》
操真 晴人 （白石隼也聲演）
假面騎士Wizard的變身者。
假面騎士Fourze和Meteor二人被Horoscope十二使徒圍攻之際出現助陣，自稱為愛管閒事的魔法使。
最初不知道何謂「假面騎士」，經過Fourze講解後表示重意而開始用此名號自居。

## 登場假面騎士
- 假面騎士Fourze（替身演員：高岩成二、CV：福士蒼汰）
  - Base States
  - Elek States
  - Fire States
  - Magnet  States
  - Cosmic  States
  - Meteor Fusion States

由假面騎士部及天高的師生按下40個天文裝置，產生出的宇宙能量轉化為No.EX Fusion Switch，再與Meteor Switch配合使用後變身而成。
外觀與Cosmic States相似，加上流星風暴的護肩，全身以紫色為主。眼睛為黃色。
由No.EX Fusion Switch及Meteor Switch變身，右手可使用裝備Meteor Galaxy，綜合戰鬥力同樣增強。
甚至使用假面騎士Meteor擅長的近身格鬥技亦得心應手。
必殺技為「Rider Fusion Drill Kick」（騎士聚變突鑽踢）。
- 假面騎士Meteor（替身演員：永德、CV：吉澤亮）
  - Meteor
  - Meteor Storm

- 假面騎士Wizard（替身演員：高岩成二、CV：白石隼也）
  - Flame Style

假面騎士Fourze和Meteor二人被Horoscope十二使徒圍攻之際出現助陣，自稱為愛管閒事的魔法使。
最初不知道何謂「假面騎士」，經過Fourze講解後表示喜歡而開始用此名號自居。

## 裝備
- Exodus mkII（エクソダス・マークII）

前作劇場版《假面騎士×假面騎士 Fourze & OOO MOVIE大戰 MEGA MAX》大型宇宙船的另一型號。
假面騎士部眾人乘坐此船突破大氣層進入宇宙，向衞星兵器「XVII」出發。
- Trio the Dizer（トリオ・ザ・ダイザー）

藏於衞星兵器「XVII」內部倉庫作軍事用途的另類型號Powerdizer，假面騎士部一行人發現後分別由大文字隼、JK及風城美羽駕駛。
- JK Dizer（ジェイク・ダイザー）

由JK命名兼負責駕駛。
主要顏色為墨綠迷彩，雙手同時裝備上格林機關砲，擅長遠距戰。
- Queen Dizer（クイーン・ダイザー）

由風城美羽命名兼負責駕駛。
主要顏色為白和紅，左手裝備上格林機關砲；右手為大型機械鉗，擅長中距戰。
- King Dizer（キング・ダイザー）

由大文字隼命名兼負責駕駛。
原Powerdizer，為配合JK Dizer及Queen Dizer而刻意命名為King Dizer，擅長近戰。
- Machine Massigler（マシンマッシグラー）

假面騎士Fourze專用機車。

## 登場敵對角色/戰力
- Groundain（グランダイン）（替身演員：岩上弘數（日语：岩上弘数）、CV：田浩暉）

Alicia聯邦製造的機械生命體。為了完成對人類實行反逆計畫而急於完成軍事衛星「XVII」。
擁有超強怪力，擅於陸上戰。手腕內藏光束發射器「Ground Blaster X」。
由於利用宇宙能量作為能源的關係，與Horoscope一樣可召喚出星塵忍者。
此角色源自特攝作品《天地雙龍》中的地龍俠（グランゼル）。
- Groundcar（グランカー）

Groundain四輪車形態。
具備作陸上重量戰的性能，使用衝撞式的戰法。
可與Skydain噴射機形態Skyjet合體。
- Skydain（スカイダイン）（替身演員：人見早苗、CV：木下亞由美）

Alicia聯邦製造的女性機械生命體。
擅長在空中戰鬥，雙臂藏有折疊式利刃「Sky Cutter」。
此角色源自特攝作品《天地雙龍》中的天龍俠（スカイゼル），原作性別本來是男性，現今設定為女性。
- Skyjet（スカイジェット）

Skydain噴射機形態。
擁有在宇宙空間中高速飛行的性能，利用機翼作突擊。
可與Groundain四輪車形態Groundcar合體。
- Black Knight[7]（替身演員：渡邊淳（日语：渡辺淳））

與女特務Inga‧Blink搭擋的黑色機體。
全身覆蓋的裝甲防禦力極高，胸口藏有多數的機槍，特有命名「Blackest・Lieber」的利劍。
此角色源自特攝作品《天地雙龍》中同名的反派之一。
故事中期為保護Inga‧Blink而被Groundain及Skydain聯手擊敗。
- 「XVII」（エックスブイツー）（CV：磯部勉）

人造衞星兵器，天地雙龍兄妹藉此企圖消滅人類。
其裝備的重力量子砲「Graviton」，一瞬間已毀滅太平洋某個島嶼。
內部中端球體裝置「BRAIN」，擁有自我意識的人工智能，能與人類作出對話。
此兵器源自特攝作品《大鐵人17號》中的巨大機械人One-Seven（ワンセブン）。
- One-Seven Formation（ワンセブンフォーメーション）

「XVII」巨大宇宙鐵人究極形態。
- Gun Base（ガンベース）

存在於「XVII」內部的機械防衛兵。
- 射手座Zodiarts（サジタリウス・ゾディアーツ）

- 天蠍座Zodiarts（スコーピオン・ゾディアーツ）

- 天秤座Zodiarts（リブラ・ゾディアーツ）

- 獅子座Zodiarts（レオ・ゾディアーツ）

- 處女座Zodiarts（ヴァルゴ・ゾディアーツ）

- 巨蟹座Zodiarts（キャンサー・ゾディアーツ）

- 白羊座Zodiarts（アリエス・ゾディアーツ）

- 摩羯座Zodiarts（カプリコーン・ゾディアーツ）

- 水瓶座Zodiarts（アクエリアス・ゾディアーツ）

- 金牛座Zodiarts（タウラス・ゾディアーツ）

- 雙子座Zodiarts（ジェミニ・ゾディアーツ）

- 雙魚座Zodiarts（ピスケズ・ゾディアーツ）

- 星塵忍者（ダスタード）

Zodiarts雜兵級怪人。
本作中由宇宙鐵人Groundain召喚。

## 其他相關媒體

### 網路電影
《網路版 - 假面騎士Fourze 大家的授業來了!》，是2012年7月13日東映特撮BB的テレ朝動画的付費配信，也可以說是電影本篇外所附帶的特別篇。

#### 網路版登場角色
- 如月弦太朗 / 假面騎士Fourze - 福士蒼汰 飾/聲
- 歌星賢吾 - 高橋龍輝 飾
- 城島悠木 - 清水富美加 飾
- 朔田流星 - 吉澤亮 飾
- 風城美羽 - 坂田梨香子 飾
- 大文字隼 - 冨森Justin 飾
- 野座間友子 - 志保 飾
- JK - 土屋シオン 飾
- 速水公平 / 天秤座Zodiarts、假面騎士Garren - 天野浩成 飾/聲
- 園田紗理奈 - 虎南有香 飾
- 鬼島夏兒 / 巨蟹座Zodiarts - 田本清嵐 飾/聲
- 山田龍守 / 白羊座Zodiarts - 川原一馬 飾/聲
- 立神吼 / 獅子座Zodiarts - 橫山一敏 飾/聲
- 諸田先生 - 諸田敏 飾
- 片桐平 - 西洋亮 飾
- 佐竹輝彥 - 佐藤流司 飾
- 有馬博美 - 鈴木ふみ奈 飾
- 番長介 - 黒石高大 飾
- 水無瀨京子 - 大串彩佳 飾
- 母部田太朗 - 親川優志 飾
- 高岩成二
- 永德
- 渡邊淳
- 人見早苗
- 藤井祐伍
- 藤田慧
- 橫田遼

#### 網路版聲音演出
- 假面騎士一號 - 稻田徹
- 假面騎士Accel - 木之本嶺浩
- 摩羯座Zodiarts - 川村亮介
- 水瓶座Zodiarts - 瀧澤Karen
- 天蠍座Zodiarts - 竹本英史
- 處女座Zodiarts - 田中理惠
- 立花 / 旁白 - 檜山修之

#### 網路版製作人員
- 原作 - 石之森章太郎
- 導演 - 山口恭平（日语：山口恭平）
- 編劇 - 三條陸、長谷川圭一、田嶋秀樹

#### 網路版各話標題
| 話數 | 科目               | 標題 | 中文               | 環節                     | 登場角色 | 配信日期      |
| ---- | ------------------ | ---- | ------------------ | ------------------------ | --- | ------------- |
| 1    | 來學習前輩Rider! ① |      | 『壹・號・降・臨』 | 《Rabbit Hutch與我握手》 | - 如月弦太朗 / 假面騎士Fourze - 野座間友子 - 假面騎士一號                                                             | 2012年7月13日 |
| 2    | 來學習全天高生! ①  |      | 『巨・漢・合・唱』 | 《速水校長的特別會面》   | - 速水公平 / 天秤座Zodiarts - 立神吼 / 獅子座Zodiarts - 片桐平                                                        | 2012年7月13日 |
| 3    | 來學習Zodiarts! ①  |      | 『十・二・星・座』 | 《Horoscope大喜利》      | - 鬼島夏兒 - 大文字隼 - 山田龍守 / 白羊座Zodiarts - 處女座Zodiarts - 摩羯座Zodiarts - 水瓶座Zodiarts                  | 2012年7月13日 |
| 4    | 來學習天蠍座女! ①  |      | 『蠍・女・日・常』 | 《園田紗理奈的憂鬱》     | - 園田紗理奈 / 天蠍座Zodiarts - 佐竹輝彦 - 如月弦太朗 - 城島悠木                                                      | 2012年7月13日 |
| 5    | 來學習皮套演員! ①  |      | 『俳・優・有・有』 | 《JAE★HOWACHA TALK》     | - 朔田流星 - 永德 - 高岩成二 - 渡邊淳 - 人見早苗 - 藤井祐伍 - 藤田慧 - 橫山一敏 - 橫田遼                              | 2012年7月13日 |
| 6    | 來學習全天高生! ②  |      | 『水・泳・女・子』 | 《速水校長的特別會面》   | - 速水公平 / 天秤座Zodiarts - 立神吼 / 獅子座Zodiarts - 有馬博美                                                      | 2012年7月20日 |
| 7    | 來學習前輩Rider! ② |      | 『萬・能・右・腕』 | 《Rabbit Hutch與我握手》 | - 如月弦太朗 / 假面騎士Fourze - 野座間友子 - 騎士人                                                                   | 2012年7月20日 |
| 8    | 來學習宇宙鐵人! ①  |      | 『兄・妹・兄・弟』 | 《天地雙龍超講座》       | - 立花 - 歌星賢吾 - 城島悠木 - 風城美羽 - JK                                                                          | 2012年7月20日 |
| 9    | 來學習天蠍座女! ②  |      | 『恐・怖・乙・女』 | 《園田紗理奈的憂鬱》     | - 園田紗理奈 - 處女座Zodiarts                                                                                         | 2012年7月20日 |
| 10   | 來學習Zodiarts! ②  |      | 『星・願・誘・惑』 | 《Horoscope大喜利》      | - 鬼島夏兒 - 大文字隼 - 山田龍守 / 白羊座Zodiarts - 處女座Zodiarts - 摩羯座Zodiarts - 水瓶座Zodiarts                  | 2012年7月20日 |
| 11   | 來學習Zodiarts! ③  |      | 『蟹・座・復・活』 | 《Horoscope大喜利》      | - 鬼島夏兒 / 巨蟹座Zodiarts - 大文字隼 - 山田龍守 / 白羊座Zodiarts - 處女座Zodiarts - 摩羯座Zodiarts - 水瓶座Zodiarts | 2012年7月27日 |
| 12   | 來學習皮套演員! ②  |      | 『此・處・變・變』 | 《JAE★HOWACHA TALK》     | - 朔田流星 - 永德 - 高岩成二 - 渡邊淳 - 人見早苗 - 藤井祐伍 - 藤田慧 - 橫山一敏 - 橫田遼                              | 2012年7月27日 |
| 13   | 來學習前輩Rider! ③ |      | 『外・見・強・烈』 | 《Rabbit Hutch與我握手》 | - 如月弦太朗 / 假面騎士Fourze - 野座間友子 - 假面騎士真                                                               | 2012年7月27日 |
| 14   | 來學習宇宙鐵人! ②  |      | 『變・形・自・在』 | 《天地雙龍超講座》       | - 立花 - 歌星賢吾 - 城島悠木 - 風城美羽 - JK                                                                          | 2012年7月27日 |
| 15   | 來學習全天高生! ③  |      | 『番・長・野・郎』 | 《速水校長的特別會面》   | - 速水公平 / 天秤座Zodiarts - 立神吼 / 獅子座Zodiarts - 番長介                                                        | 2012年7月27日 |
| 16   | 來學習宇宙鐵人! ③  |      | 『美・食・鐵・人』 | 《天地雙龍超講座》       | - 立花 - 歌星賢吾 - 城島悠木 - 風城美羽 - JK                                                                          | 2012年8月3日  |
| 17   | 來學習全天高生! ④  |      | 『地・下・歌・姬』 | 《速水校長的特別會面》   | - 速水公平 / 天秤座Zodiarts - 立神吼 / 獅子座Zodiarts - 水無瀨京子                                                    | 2012年8月3日  |
| 18   | 來學習皮套演員! ③  |      | 『人・物・造・型』 | 《JAE★HOWACHA TALK》     | - 朔田流星 - 永德 - 高岩成二 - 渡邊淳 - 人見早苗 - 藤井祐伍 - 藤田慧 - 橫山一敏 - 橫田遼                              | 2012年8月3日  |
| 19   | 來學習天蠍座女! ③  |      | 『苦・惱・皆・無』 | 《園田紗理奈的憂鬱》     | - 園田紗理奈 - 城島悠木                                                                                               | 2012年8月3日  |
| 20   | 來學習前輩Rider! ④ |      | 『敵・意・剝・出』 | 《Rabbit Hutch與我握手》 | - 如月弦太朗 / 假面騎士Fourze - 野座間友子 - 立花 - 假面騎士Garren                                                    | 2012年8月3日  |
| 21   | 來學習全天高生! ⑤  |      | 『英・雄・陶・醉』 | 《速水校長的特別會面》   | - 速水公平 / 天秤座Zodiarts - 立神吼 / 獅子座Zodiarts - 母部田太朗                                                    | 2012年8月10日 |
| 22   | 來學習宇宙鐵人! ④  |      | 『黑・騎・惡・華』 | 《天地雙龍超講座》       | - 立花 - 歌星賢吾 - 城島悠木 - 風城美羽 - JK                                                                          | 2012年8月10日 |
| 23   | 來學習Zodiarts! ④  |      | 『暗・黑・星・雲』 | 《Horoscope大喜利》      | - 鬼島夏兒 / 巨蟹座Zodiarts - 大文字隼 - 山田龍守 / 白羊座Zodiarts - 處女座Zodiarts - 摩羯座Zodiarts - 水瓶座Zodiarts | 2012年8月10日 |
| 24   | 來學習前輩Rider! ⑤ |      | 『質・問・不・用』 | 《Rabbit Hutch與我握手》 | - 如月弦太朗 / 假面騎士Fourze - 野座間友子 - 假面騎士Accel                                                            | 2012年8月10日 |
| 25   | 來學習天蠍座女! ④  |      | 『自・分・自・身』 | 《園田紗理奈的憂鬱》     | - 園田紗理奈 - 城島悠木                                                                                               | 2012年8月10日 |
| 26   | 來學習皮套演員! ④  |      | 『高・岩・萬・歲』 | 《JAE★HOWACHA TALK》     | - 朔田流星 - 永德 - 高岩成二 - 渡邊淳 - 人見早苗 - 藤井祐伍 - 藤田慧 - 橫山一敏 - 橫田遼                              | 2012年8月17日 |
| 27   | 來學習全天高生! ⑥  |      | 『魚・座・發・見』 | 《速水校長的特別會面》   | - 速水公平 / 天秤座Zodiarts - 立神吼 / 獅子座Zodiarts - 諸田先生 - 如月弦太朗 - 城島悠木 - 歌星賢吾 - 朔田流星        | 2012年8月17日 |
| 28   | 來學習前輩Rider! ⑥ |      | 『指・輪・戰・士』 | 《Rabbit Hutch與我握手》 | - 如月弦太朗 / 假面騎士Fourze - 野座間友子 - 假面騎士Wizard                                                           | 2012年8月17日 |

### 映像商品化
- 《假面騎士Fourze THE MOVIE 大家的宇宙來了!的製作特輯來了！》DVD（2012年7月21日發行）

收錄電影製作特輯。
- 《網路版 - 假面騎士Fourze 大家的授業來了!》Blu-ray及DVD（2012年12月7日發行）

收錄網路版電影全28話。
另加特典映像「JAE★HOWACHA TALK『未・公・開・話』」及PR集
- 《假面騎士Fourze THE MOVIE 大家的宇宙來了!》通常版Blu-ray及DVD（2013年1月21日發行）

- 《假面騎士Fourze THE MOVIE 大家的宇宙來了!》珍藏版Blu-ray及DVD（2013年1月21日發行）

- 《假面騎士Fourze THE MOVIE 大家的宇宙來了!》導演剪輯版Blu-ray及DVD（預定2013年6月21日發行）

追加約20分鐘未公開影像再剪輯收錄。

## 演員
- 如月弦太朗 / 假面騎士Fourze - 福士蒼汰 飾/聲
- 歌星賢吾 - 高橋龍輝 飾
- 城島悠木 - 清水富美加 飾
- 朔田流星 / 假面騎士Meteor - 吉澤亮 飾/聲
- 風城美羽 - 坂田梨香子 飾
- 大文字隼 - 冨森Justin（日语：冨森ジャスティン） 飾
- 野座間友子 - 志保 飾
- JK - 土屋シオン 飾
- 瑛雅 - 原幹惠 飾
- 冴葉晴海 / Groundain - 田浩暉 飾/聲
- 白山靜 / Skydain - 木下亞由美 飾/聲
- Blink博士 - 西田健 飾
- 速水公平 / 天秤座Zodiarts- 天野浩成 飾/聲
- 立神吼 / 獅子座Zodiarts - 横山一敏（日语：横山一敏） 飾/聲
- 大杉忠太 - 田中卓志 飾
- 小松種夫 - 山根良顕 飾
- 我望光明 - 鶴見辰吾 飾
- 財團X女幹部 - 成嶋涼（日语：成嶋涼） 飾
- 新聞主播 - 上宮菜菜子（日语：上宮菜々子） 飾
- 繁野純 - 藤崎亞莉沙（日语：藤嵜亜莉沙） 飾
- 廣田玲子 - 橘ゆりか（日语：橘ゆりか） 飾
- 番長介 - 黒石高大（日语：黒石高大） 飾
- 三浦俊也 - 水野真典（日语：水野真典） 飾
- 佐久間珠惠 - 吉川まりあ（日语：吉川まりあ） 飾
- 新田文博 - 宇治清高（日语：宇治清高） 飾
- 佐竹剛 - 神保悟志（日语：神保悟志） 飾
- 佐竹輝彥 - 佐藤流司（日语：佐藤流司） 飾
- 鵜坂律子 - 梶原光 飾
- 倉持百合 - 今村美歩（日语：今村美歩） 飾
- 岡村雅美 - 鈴木米香（日语：鈴木米香） 飾
- 諸田先生 - 諸田敏（日语：諸田敏） 飾
- 牧瀨弘樹 - 篠原孝文（日语：篠原孝文） 飾
- 山本麻里 - 石橋菜津美（日语：石橋菜津美） 飾
- 元山惣帥 - 秋元龍太朗（日语：秋元龍太朗） 飾
- 阿部純太 - 田邊季正（日语：田辺季正） 飾
- 野野村公夫 - 山崎將平（日语：山崎将平） 飾
- 野本仁 - 安藤龍（日语：安藤龍） 飾
- 宇津木遙 - 長澤奈央 飾
- 江口規夫 - 永嶋柊吾（日语：永嶋柊吾） 飾
- 鳥居崎美紗 - 淺野かや（日语：浅野かや） 飾
- 母部田太朗 - 親川優志（日语：親川優志） 飾
- 德田彌生 - 鈴木霞 飾
- 黑木蘭 - ほのかりん（日语：ほのかりん） 飾
- 草尾春 - 荒木次元（日语：荒木次元） 飾
- 高村優希奈 - 秋月三佳（日语：秋月三佳） 飾
- 五藤東次郎 - 川村亮介（日语：川村亮介） 飾
- 甲田鈴美 - 城戶愛莉（日语：城戸愛莉） 飾
- 乙川美奈 - 村上穗乃佳（日语：村上穂乃佳） 飾
- 艾妮露須田 - 瀧澤Karen（日语：滝沢カレン） 飾

## 聲音演出
- 巨大宇宙鐵人「XVII」 - 磯部勉
- 假面騎士Wizard（操真晴人）- 白石隼也

## 曲目

### 主題曲
「Voyagers」
- 演唱：土屋安娜
- 作詞：藤林聖子
- 作／編曲：COZZi

### 插曲
「Switch On！」
- 演唱：土屋安娜
- 作詞：藤林聖子
- 作／編曲：tatsuo（日语：tatsuo）

「Giant Step Rock'n Roll States edit.」
- 演唱：Astronauts（May'n‧椎名慶治（日语：椎名慶治））
- 作詞：藤林聖子
- 作／編曲：鳴瀬シュウヘイ（日语：鳴瀬シュウヘイ）

## 製作人員
- 原作 - 石之森章太郎
- 監製 - 小野寺章
- 製片 - 塚田英明（日语：塚田英明）・高橋一浩（東映）、本井健吾（tv asahi）
- 導演 - 坂本浩一
- 編劇 - 中島一基
- 配樂 - 鳴瀬シュウヘイ（日语：鳴瀬シュウヘイ）
- 攝影 - 倉田幸治
- 編輯 - 須永弘志
- 特攝導演 - 佛田洋（日语：佛田洋）
- 助理導演 - 伊藤良一（日语：伊藤良一）
- 動作指導 - 宮崎剛（日语：宮崎剛 (俳優)）、石垣廣文（日语：石垣広文）
- Zodiarts、Groundyne、Skydyne、Black Knight造型設計 - 麻宮騎亞
- 《假面騎士Wizard》製作協力 - 宇都宮孝明（日语：宇都宮孝明）
- 《假面騎士Wizard》演出協力 - 中澤祥次郎（日语：中澤祥次郎）
- 製作公司 - 東映TV・Production
- 發行 - 東映
- 製作 - 劇場版「FOURZE・Go Busters」製作委員會（東映、tv asahi、東映動畫、TOEI VIDEO（日语：東映ビデオ）、ADK、TOEI ADVERTISING（日语：東映ビデオ）、萬代）

## 外部連結
- 官方网站